# Aeropuerto de Kaduna
El Aeropuerto de Kaduna (IATA: KAD, OACI: DNKA) es un aeropuerto que da servicio a Kaduna, una ciudad de Nigeria. El aeropuerto posee una única terminal.
Kaduna también cuenta con un aeropuerto antiguo(10°35′56″N 007°26′55″E / 10.59889, 7.44861) ubicado al sureste del nuevo aeropuerto.

## Aerolíneas y destinos
| Aerolíneas          | Destinos     |
| ------------------- | ------------ |
| Arik Air            | Abuya, Lagos |
| Chanchangi Airlines | Lagos        |
| IRS Airlines        | Lagos        |